# Bagiennik nieparek
Bagiennik nieparek (Limnephilus dispar) – owad z rzędu chruścików, z rodziny bagiennikowatych. W Polsce bardzo rzadki, ginący w wielu częściach Europy.
Jest to gatunek północno-palearktyczny, notowany w Skandynawii i Europie północno-wschodniej. W Polsce pod koniec XIX i na początku XX wieku spotykany na Pojezierzu Pomorskim, Nizinie Wielkopolsko-Kujawskiej i na Śląsku oraz Zachodnich Karpatach i Roztoczu w okolicach Lwowa. Po roku 1950 obserwowany był w Puszczy Białowieskiej. Ostatnio stwierdzony także na Polesiu Lubelskim i w Lasach Janowskich.
Ekologia i biologia tego gatunku są bardzo słabo poznane. W literaturze siedlisko występowania wiązane jest z jeziorami i dużymi rzekami nizinnymi. Prawdopodobnie zasiedla wody śródleśne, bagienne lub torfowiskowe. Najprawdopodobniej związany jest ze zbiornikami wodnymi obszarów puszczańskich.
Lot imagines trwa od kwietnia do sierpnia, postacie dorosłe prowadzą nocny tryb życia, przylatują do światła. Larwy euricikształtne, prowadzące wodny tryb życia i budujące przenośne, rurkowane domki. Prawdopodobnie należące do funkcjonalnej grupy troficznej rozdrabniaczy, wszystkożerne z przewagą detrytusu. Wydaje się, że owady dorosłe wymagają do przetrwania środowisk leśnych ze starodrzewiem.
Gatunek w Polsce znany obecnie z zaledwie kilku okazów, uznany za zagrożony (kategoria CR). Został uznany za silnie zagrożony w Niemczech, w niektórych regionach ewidentnie wyginął, bo nie notowany od 1970 r., w innych częściach Niemiec tylko pojedyncze stwierdzenia. Trudno oszacować bezpośrednie przyczyny zanikania, ze względu na słabo poznaną biologię i ekologię tego gatunku. Można jedynie przypuszczać, że wymieranie związane jest ze zmianami siedliskowymi w dużych kompleksach leśnych. Nie wiadomo jednak, czy kluczowe znaczenie mają zmiany w puszczańskich zbiornikach wodnych (siedlisko życia larw), czy też samych zbiorowiskach leśnych (siedlisko imagines). Należy spodziewać się dalszego zmniejszania liczby stanowisk występowania. Gatunek już obecnie jest niezwykle rzadki. Szanse na przetrwanie można wiązać jedynie z dużymi, w miarę pierwotnymi kompleksami leśnymi na nizinach, a tych jest niestety coraz mniej w skali całej Europy. Stosunkowo liczna populacja występuje w Puszczy Białowieskiej po stronie białoruskiej, także poza granicami parku narodowego.